# Fred: Obóz obciachu
Fred: Obóz obciachu (ang. Fred 3: Camp Fred) – amerykański film komediowy z 2012 roku wyreżyserowany przez Jonathana Judge'a. Kontynuacja filmów Fred: The Movie oraz Noc żywego Freda. Wyprodukowany przez Lionsgate. Główne role w filmach zagrali Lucas Cruikshank, Tom Arnold, Jake Weary i John Cena.
Premiera filmu miała miejsce 28 lipca 2012 roku na amerykańskim Nickelodeon. W Polsce premiera filmu odbyła się 10 maja 2014 roku na antenie Nickelodeon Polska.

## Opis fabuły
Film opowiada o dalszych losach Freda Figglehorna (Lucas Cruikshank). Główny bohater po ukończeniu szkoły postanawia rozpocząć wakacje w najlepszym obozie zwanym Camp Superior. Niestety, rodzice Freda zamiast wysłać na wymarzony obóz Superior, wysyłają go do obozu Camp Iwannapeepee, którego nie darzy sympatią. Po dotarciu na miejsce Figglehorn poznaje osoby zarządzające obozem, a także dowiaduje się, że od 69 lat obozy Superior i Iwannapeepee rywalizują ze sobą w letnich zawodach. Fred postanawia wziąć w nim udział.

## Obsada
Źródło: Filmweb
- Lucas Cruikshank jako Fred Figglehorn
- Tom Arnold jako Floyd Spunkmeyer
- Joey Bragg jako Magoo
- John Cena jako pan Figglehorn, ojciec Freda
- Charlie Carver jako Hugh Thompson
- Siobhan Fallon Hogan jako mama Freda
- Adam Herschman jako Murray
- Steve Hytner jako Ivan
- Carlos Knight jako Diesel
- Leah Lewis jako Spoon
- Matthew Scott Miller jako Chatter
- Adam Riegler jako Lawrence
- Adrian Kali Turner jako Dig
- Madison Riley jako Oksana
- Jake Weary jako Kevin
- Daniella Monet jako Bertha

i inni

## Wersja polska
Wersja polska: na zlecenie Nickelodeon Polska

Nadzór merytoryczny: Katarzyna Dryńska

Wystąpili:
- Mateusz Rusin – Fred Figglehorn
- Piotr Deszkiewicz – Kevin
- Barbara Zielińska – pani Figglehorn
- Józef Pawłowski – Diesel
- Waldemar Barwiński – Murray
- Karol Jankiewicz – Magoo
- Magdalena Wasylik – Łyżka
- Karol Osentowski – Dołek
- Julia Kołakowska – Bertha
- Mirosław Wieprzewski – Stary Gary
- Piotr Zelt – tata Freda
- Miłogost Reczek – naczelnik obozu Dominatorów
- Ilona Kuśmierska – nauczycielka

i inni
Lektor: Dariusz Odija